# Villa María Challenger 2024 - Doppio
Il doppio del torneo di tennis professionistico Villa María Challenger 2024, facente parte della categoria Challenger 100 nell'ambito dell'ATP Challenger Tour 2024, si è giocato dal 7 al 13 ottobre a Villa María, in Argentina. Tra le coppie partecipanti erano presenti Hernán Casanova e Santiago Fa Rodríguez Taverna, i detentori del titolo ma sono stati eliminati in semifinale.
In finale Orlando Luz e Marcelo Zormann hanno sconfitto Boris Arias e Federico Zeballos con il punteggio di 0–6, 6–3, [10–4].

## Teste di serie
1. Orlando Luz /  Marcelo Zormann (campioni)
2. Boris Arias /  Federico Zeballos (finale)

1. Federico Agustín Gómez /  Luis David Martínez (primo turno)
2. Scott Duncan /  Hunter Reese (quarti di finale)

## Wildcard
1. Mateo del Pino /  Juan Manuel La Serna (primo turno)

1. Tomás Farjat /  Alejo Lorenzo Lingua Lavallén (primo turno)

## Alternate
1. Hernán Casanova /  Santiago Fa Rodríguez Taverna (semifinale)

1. Valentín Basel /  Franco Ribero (primo turno)

## Tabellone

### Legenda
| - Q = Qualificato - WC = Wild card - LL = Lucky loser | - ALT = Alternate - SE = Special Exempt - PR = Protected Ranking | - w/o = Walkover - r = Ritirato - d = Squalificato |

|  | Primo turno | Primo turno                    | Primo turno               | Primo turno               | Primo turno |  |  | Quarti di finale | Quarti di finale               | Quarti di finale               | Quarti di finale               | Quarti di finale   |    |     | Semifinali | Semifinali                  | Semifinali              | Semifinali                    | Semifinali |   |     | Finale | Finale | Finale | Finale | Finale |  |
|  |             |                                |                           |                           |             |  |  |                  |                                |                                |                                |                    |    |     |            |                             |                         |                               |            |   |     |        |        |        |        |        |  |
|  | 1           | O Luz M Zormann                | 2                         | 6                         | [12]        |  |  |                  |                                |                                |                                |                    |    |     |            |                             |                         |                               |            |   |     |        |        |        |        |        |  |
|  |             | L Aboian V Aboian              | 6                         | 3                         | [10]        |  |  | 1                | O Luz M Zormann                | O Luz M Zormann                | 7                              | 6                  |    |     |            |                             |                         |                               |            |   |     |        |        |        |        |        |  |
|  | Alt         | V Basel F Ribero               | 7                         | 2                         | [5]         |  |  |                  | M Alves M Kestelboim           | M Alves M Kestelboim           | 64                             | 3                  |    |     |            |                             |                         |                               |            |   |     |        |        |        |        |        |  |
|  |             | M Alves M Kestelboim           | 65                        | 6                         | [10]        |  |  |                  |                                |                                |                                |                    |    |     | 1          | O Luz M Zormann             | 4                       | 7                             | [10]       |   |     |        |        |        |        |        |  |
|  | 3           | FA Gómez LD Martínez           | 2                         | 6                         | [5]         |  |  |                  |                                | Alt                            | H Casanova S Rodríguez Taverna | 6                  | 61 | [5] |            |                             |                         |                               |            |   |     |        |        |        |        |        |  |
|  | Alt         | H Casanova S Rodríguez Taverna | 6                         | 3                         | [10]        |  |  | Alt              | H Casanova S Rodríguez Taverna | 7                              | 2                              | [11]               |    |     |            |                             |                         |                               |            |   |     |        |        |        |        |        |  |
|  |             | M Dellien F Mena               | M Dellien F Mena          | 6                         | 6           |  |  |                  | M Dellien F Mena               | 65                             | 6                              | [9]                |    |     |            |                             |                         |                               |            |   |     |        |        |        |        |        |  |
|  |             | I Carou C Ugo Carabelli        | I Carou C Ugo Carabelli   | 4                         | 4           |  |  |                  |                                |                                |                                |                    |    |     | 1          | Orlando Luz Marcelo Zormann | 0                       | 6                             | [10]       |   |     |        |        |        |        |        |  |
|  |             | P Sakamoto G Villanueva        | P Sakamoto G Villanueva   | P Sakamoto G Villanueva   | w/o         |  |  |                  |                                |                                |                                |                    |    |     |            |                             | 2                       | Boris Arias Federico Zeballos | 6          | 3 | [4] |        |        |        |        |        |  |
|  |             | RA Burruchaga A Collarini      | RA Burruchaga A Collarini | RA Burruchaga A Collarini |             |  |  |                  | P Sakamoto G Villanueva        | 3                              | 6                              | [10]               |    |     |            |                             |                         |                               |            |   |     |        |        |        |        |        |  |
|  | WC          | M del Pino JM La Serna         | M del Pino JM La Serna    | 3                         | 5           |  |  | 4                | S Duncan H Reese               | 6                              | 1                              | [8]                |    |     |            |                             |                         |                               |            |   |     |        |        |        |        |        |  |
|  | 4           | S Duncan H Reese               | S Duncan H Reese          | 6                         | 7           |  |  |                  |                                |                                |                                |                    |    |     |            | P Sakamoto G Villanueva     | P Sakamoto G Villanueva | 1                             | 0          |   |     |        |        |        |        |        |  |
|  |             | L Britto PA Saraiva dos Santos | 4                         | 7                         | [10]        |  |  |                  |                                | 2                              | B Arias F Zeballos             | B Arias F Zeballos | 6  | 6   |            |                             |                         |                               |            |   |     |        |        |        |        |        |  |
|  | WC          | T Farjat AL Lingua Lavallén    | 6                         | 65                        | [8]         |  |  |                  | L Britto PA Saraiva dos Santos | L Britto PA Saraiva dos Santos | 69                             | 2                  |    |     |            |                             |                         |                               |            |   |     |        |        |        |        |        |  |
|  |             | T Boyer JP Ficovich            | T Boyer JP Ficovich       | 4                         | 2           |  |  | 2                | B Arias F Zeballos             | B Arias F Zeballos             | 711                            | 6                  |    |     |            |                             |                         |                               |            |   |     |        |        |        |        |        |  |
|  | 2           | B Arias F Zeballos             | B Arias F Zeballos        | 6                         | 6           |  |  |                  |                                |                                |                                |                    |    |     |            |                             |                         |                               |            |   |     |        |        |        |        |        |  |